# ایور (وینی پو)
ایُور (انگلیسی: Eeyore) یک شخصیت خیالی در کتاب‌های وینی پو اثر ای. ای. میلن است. او به‌طور کلی به عنوان یک الاغ خاکستری و افسرده که دوست وینی پو است، شناخته می‌شود.